# والنتین هربوفسکی
والنتین هربوفسکی (انگلیسی: Valentin Hrabovsky; ۱۰ ژوئن ۱۹۳۷ – ۲۴ دسامبر ۲۰۰۴) شاعر اهل اوکراین بود.